# Noel Harrison

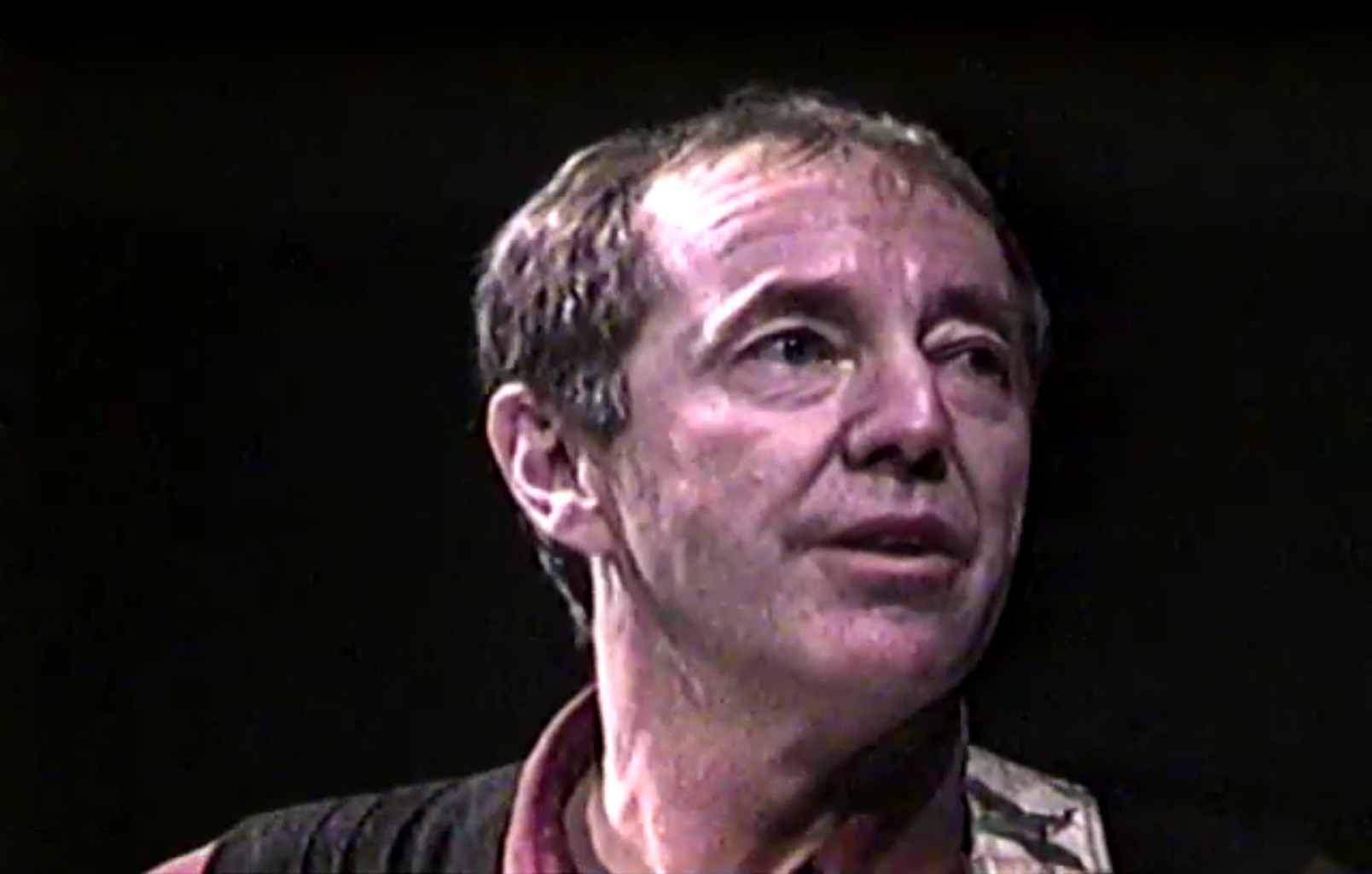
Noel Harrison (1995)

Noel John Christopher  Harrison (* 29. Januar 1934 in London, Vereinigtes Königreich; † 19. Oktober 2013 in Exeter, England) war ein englischer Sänger, Schauspieler, und olympischer Skifahrer. Er war der Sohn des britischen Schauspielers Sir Rex Harrison und dessen erster Ehefrau Collette Thomas.

## Familie
Noel Harrison hatte mehrere Kinder, Cathryn, Simon, Harriet, Chloe und Will. Sein Bruder war Carey Harrison. Der Reitsportler Leslie Law war sein Schwiegersohn.

## Jugend
Bereits als Teenager wurde er Mitglied der Ipswich-Repertoire-Theater-Gruppe, brachte sich autodidaktisch das Gitarrespielen bei, aber sein Hauptinteresse war Sport. Einen Großteil seiner Freizeit verbrachte er mit Skifahren in der Schweiz. Früh wurde er Mitglied der britischen Skimannschaft und wurde im Jahr 1953 erstmals britischer Landesmeister im Riesenslalom. Er vertrat Großbritannien bei den Olympischen Winterspielen 1952 in Oslo, Norwegen und den Olympischen Winterspielen 1956 in Cortina d’Ampezzo, Italien.
Harrison absolvierte seinen Militärdienst, und spielte nach dem Verlassen der Armee mit dem Gedanken Journalist zu werden. Im Wesentlichen konzentrierte er sich aber auf sein Gitarrenspiel. Sein früher Durchbruch kam mit dem regelmäßigen Auftritt in der BBC-Show Tonight, in der als Teil des Teams mitwirkte, das u. a. die Tagesnachrichten im Calypso-Stil sang.
Im Alter von 20 Jahren wurde er professioneller Musiker, darunter in einem griechischen Restaurant in London. Er hatte auch Live-Auftritte in Bars und Diskotheken in ganz Europa, darunter Auftritte im Blue Angel Club, wo eine Show für ein Livealbum aufgenommen wurde. Das von ihm eingesungene und als Titelmelodie des Films Thomas Crown ist nicht zu fassen im Jahr 1968 benutzte Lied The Windmills of Your Mind erhielt einen Oscar.

## Tod
Harrison verstarb nach einem Herzinfarkt in seinem Zuhause in Devon, (England), wenige Stunden nach einem Auftritt am Abend des 19. Oktober 2013.

## Diskografie
Alben
- Noel Harrison at the Blue Angel (1960)
- Noel Harrison at UnMusic (1960)
- Noel Harrison (1966)
- Collage (1967)
- Santa Monica Pier (1968)
- The Great Electric Experiment Is Over (1969)
- The World of Noel Harrison (1969 – Compilation)
- Mount Hanley Song (1979)
- Live From Boulevard Music (2002 – Livealbum in USA aufgenommen)
- Adieu, Jacques (2002 – Musik aus der Show, gesungen in Französisch)
- Hold Back Time (2003)
- Life Is a Dream (2003 Compilation)
- From the Sublime to the Ridiculous (2010)[9]